# AD Leonis

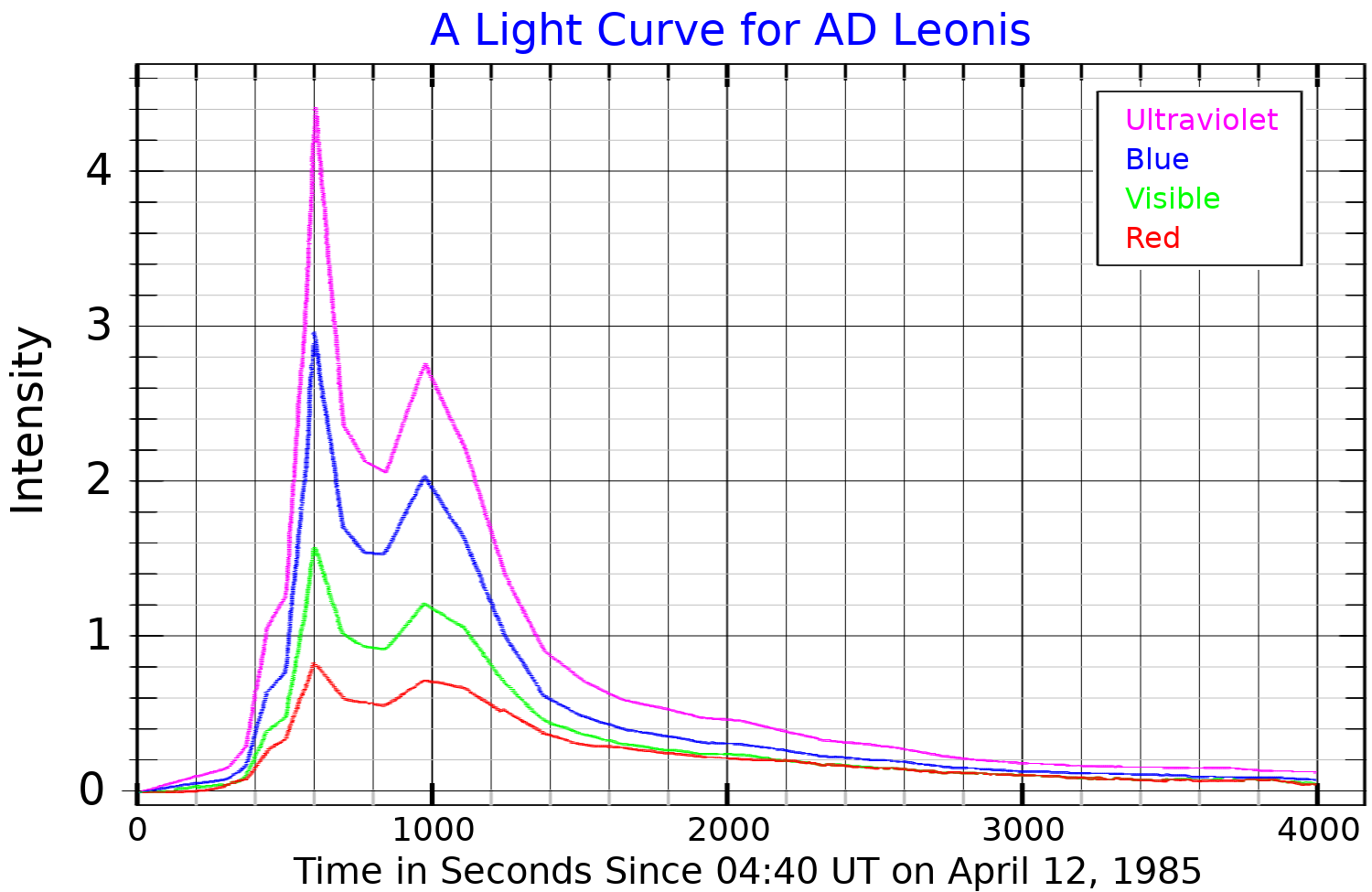
Uma leve curva para AD Leonis

AD Leonis (Gliese 388 / GJ 388 / LHS 5167 / SAO 81292) é uma estrela anã vermelha que está localizada relativamente próxima do Sol, a uma distância de cerca de 16 anos-luz, na constelação de Leo. AD Leonis é uma estrela da sequência principal com uma classificação espectral de M3.5V. Ela uma estrela que sofre aumentos aleatórios em sua luminosidade.